# 민도로땃쥐
민도로땃쥐(Crocidura mindorus)는 땃쥐과에 속하는 포유류의 일종이다. 필리핀의 토착종이다. 서식지 감소로 멸종 위협을 받고 있다.